# Kościół Przemienienia Pańskiego w Tarnowskich Górach-Bobrownikach Śląskich
Kościół Przemienienia Pańskiego w Tarnowskich Górach-Bobrownikach Śląskich – zabytkowy (figurujący w gminnej ewidencji zabytków) kościół rzymskokatolicki znajdujący się na terenie dzielnicy Bobrowniki Śląskie-Piekary Rudne miasta Tarnowskie Góry, w województwie śląskim.

## Historia

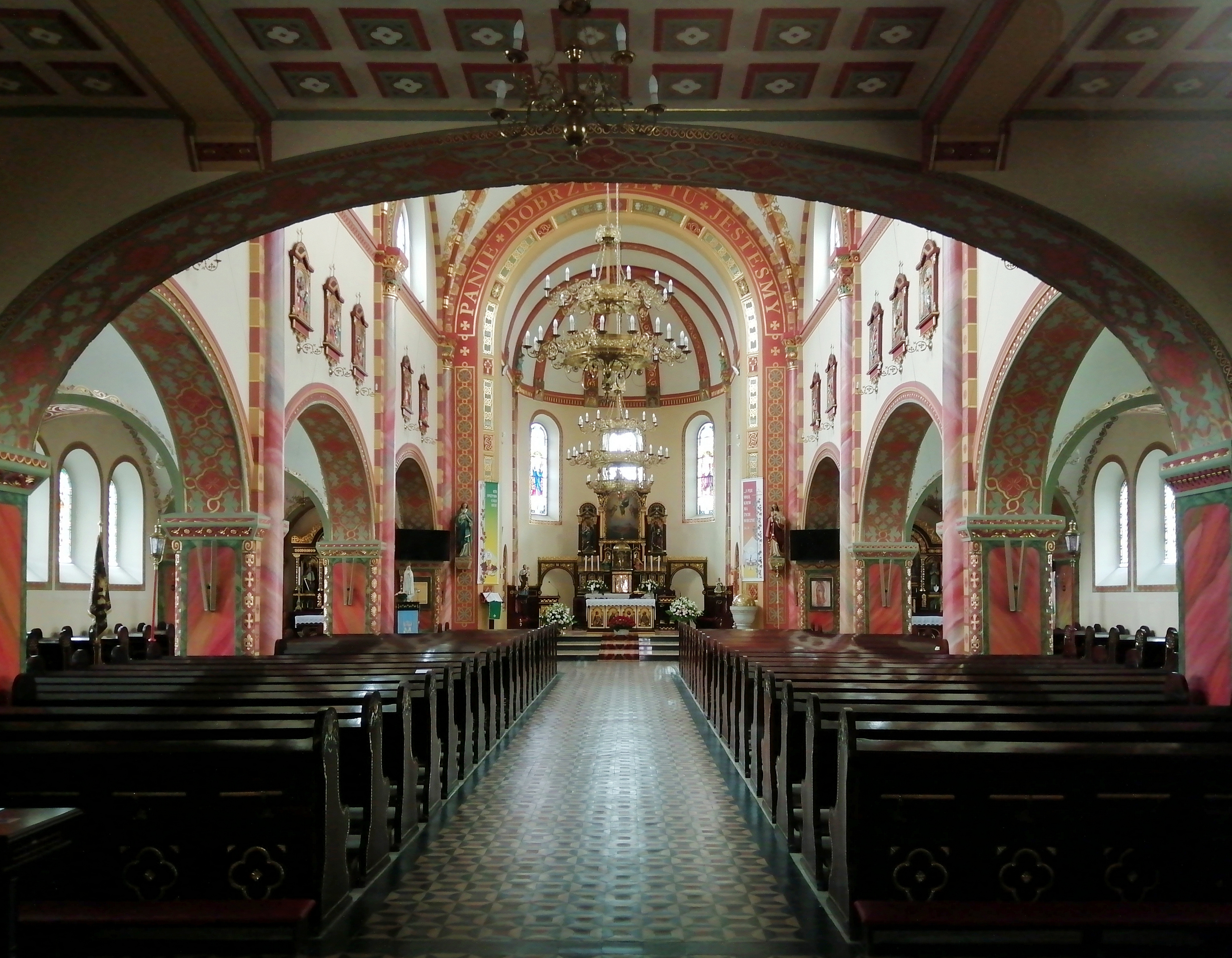
Wnętrze

Mieszkańcy wsi Bobrowniki przez długie lata na nabożeństwa udawać musieli się do oddalonego o ok. 5 km kościoła w Reptach, natomiast mieszkańcy sąsiednich Piekar Rudnych pokonywali ok. 4 km do kościoła w Radzionkowie. Obie wsie – choć ściśle ze sobą związane – nie posiadały bowiem własnej parafii, co było przyczyną wielu uciążliwości.
W 1894 roku poczyniono pierwsze, początkowo nieskuteczne kroki w kierunku wybudowania nowej świątyni. W 1902 roku sołtys Bobrownik, Józef Kuhna, zwrócił się do kurii biskupiej we Wrocławiu o zezwolenie. Uzyskał je dopiero 26 maja 1910 roku, kiedy to kardynał Georg von Kopp zarządził, że w gminie Bobrowniki ma być wybudowany kościół, jednak nie parafialny czy filialny, lecz tzw. gmina kapliczna (niem. Kapellengemeinde).
Pod budowę świątyni wraz z cmentarzem wybrano teren należący do Piotra Kuhny i Wilhelma Porwika, znajdujący się na granicy między Bobrownikami a Piekarami Rudnymi, w pobliżu terenu budowy nowej szkoły przy drodze z Tarnowskich Gór do Bytomia. Pierwsze wykopy pod fundamenty kościoła wykonano w czerwcu 1910 roku, natomiast w niedzielę 10 lipca 1910 roku poświęcono i wmurowano kamień węgielny.
Po trwającej zaledwie 17 miesięcy budowie, której koszt wyniósł 250 000 marek, w niedzielę 19 listopada 1911 roku kościół został poświęcony za zezwoleniem biskupa wrocławskiego przez ks. dziekana Josefa Konietzko z Radzionkowa. Otrzymał wezwanie Przemienienia Pańskiego.
Dekret biskupa Koppa ustanawiający na terenie Bobrownik gminę kapliczną wszedł w życie 1 kwietnia 1912 roku, natomiast 28 lutego następnego roku dokument ten został zatwierdzony przez władze rejencji opolskiej. Początkowo w skład nowej placówki duszpasterskiej związanej z parafią w Reptach wchodziły dwie wsie: Bobrowniki oraz Piekary Rudne, zaś od 1 sierpnia 1925 również osady górnicze: Blachówka, Lazarówka i Segiet. Tego samego dnia wspólnotę w Bobrownikach (mającą wówczas status lokalii) wyniesiono do rangi samodzielnej parafii.

## Architektura

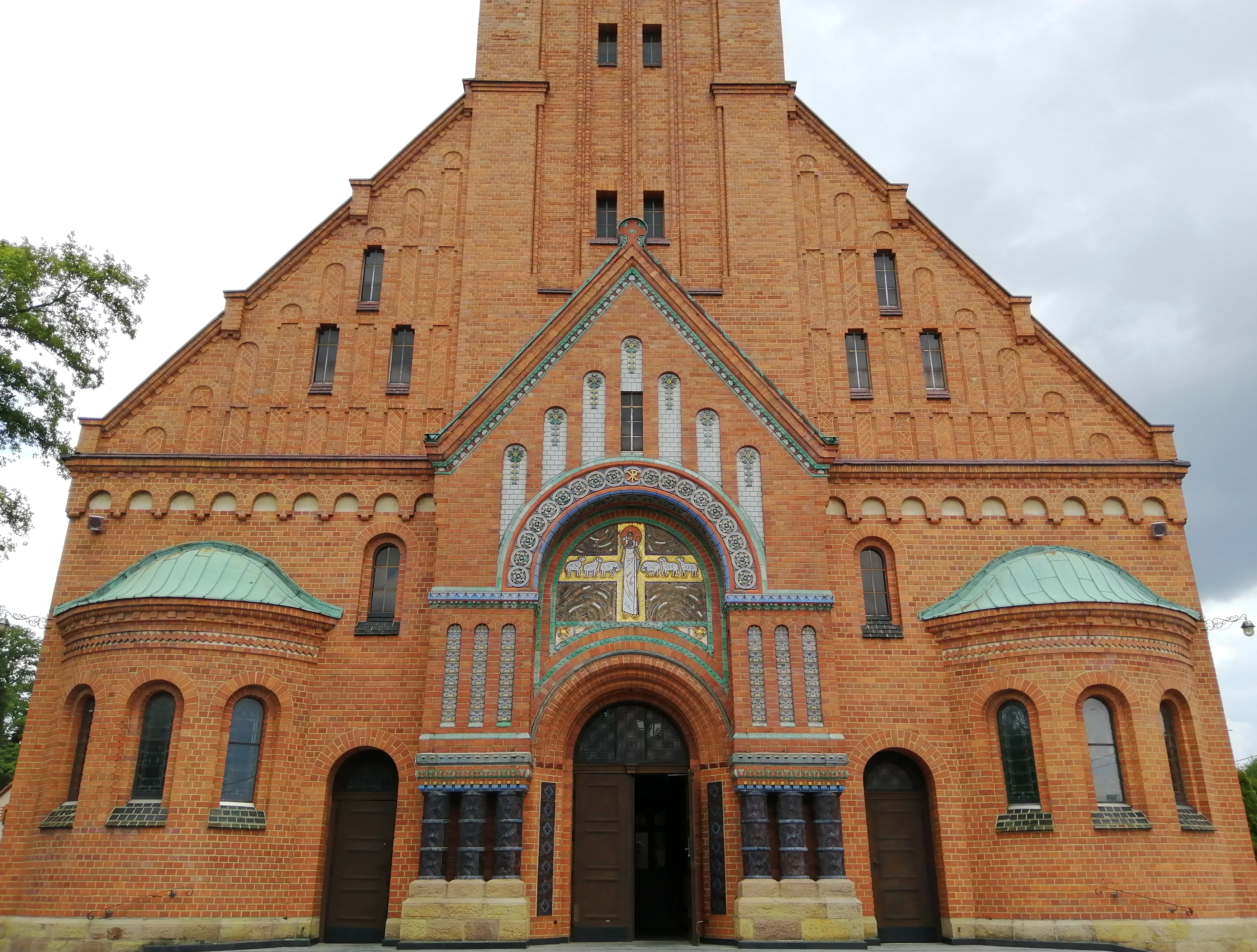
Portal i drzwi wejściowe do kościoła w 2021 roku

Kościół Przemienienia Pańskiego w Bobrownikach Śląskich reprezentuje styl eklektyczny z przewagą cech neoromańskich. Jest to świątynia bazylikowa, trójnawowa, sklepiona krzyżowo w nawie głównej, murowana z kamienia obłożona z zewnątrz czerwoną cegłą klinkierową, detale architektoniczne wykonane z cegły ceramicznej oraz innych ceramicznych elementów plastycznych, nakryta dachem wielospadowym, zaś nad półkolistym prezbiterium – namiotowym. Od strony zachodniej czworoboczna wieża o wysokości 42,25 m, z kruchtą z dwiema przylegającymi absydami, zwieńczona cebulastym neobarokowym hełmem z blachy miedzianej z szeroką gloriettą. Na szczycie wieży krzyż. Sygnaturka wykonana w podobnym stylu. W partii kruchty trójkątne szczyty (powtórzone w części zegarowej). Okna naw bocznych zamknięte półkoliście, w nawie głównej okna biforyjne z rozetami. Główne wejście do kościoła ma postać dwuskrzydłowych drzwi drewnianych ujętych w okazały portal wykonany w cegielni artystycznej Rother z Liegnitz, pokryty barwną glazurowaną cegłą, oflankowany potrójnymi półkolumnami romańskimi ozdobionymi motywem roślinnym. Po obu stronach wejścia głównego znajdują się mniejsze, jednoskrzydłowe drzwi prowadzące do naw bocznych.

## Organy
Organy wybudował Dominik Biernacki. Posiadają pneumatyczną trakturę gry. Remont generalny instrumentu odbył się w 2011 roku. Przeprowadził go Henryk Hober.
Dyspozycja instrumentu:
| Manuał I         | Manuał II                  | Pedał            |
| ---------------- | -------------------------- | ---------------- |
| 1. Trompet 8'    | 1. Pryncypał Skrzypcowy 8' | 1. Subbas 16'    |
| 2. Mixtura 3 ch. | 2. Aeolina 8'              | 2. Violonbas 16' |
| 3. Kwinta 2'     | 3. Vox celesta 8'          | 3. Oktawbas 8'   |
| 4. Flet 4'       | 4. Amabilis 8'             | 4. Fletbas 8'    |
| 5. Oktawa 4'     | 5. Viola 4'                | 5. Puzon 16'     |
| 6. Flet 8'       | 6. Trawersflet 4'          |                  |
| 7. Salicet 8'    | 7. Pikolo 2'               |                  |
| 8. Gamba 8'      |                            |                  |
| 9. Pryncypał 8'  |                            |                  |
| 10. Bourdon 16'  |                            |                  |